# Tân Quang, Ninh Giang
Tân Quang là một xã thuộc huyện Ninh Giang, tỉnh Hải Dương, Việt Nam.

## Địa lý
Xã Tân Quang nằm ở phía tây huyện Ninh Giang, có vị trí địa lý:
- Phía đông giáp xã An Đức và xã Tân Phong
- Phía tây giáp huyện Thanh Miện
- Phía nam giáp xã Hưng Long và xã Văn Hội
- Phía bắc giáp huyện Thanh Miện.

Xã Tân Quang có diện tích 12,36 km², dân số năm 2018 là 10.356 người, mật độ dân số đạt 838 người/km².

## Lịch sử
Xã Tân Quang trước đây vốn là ba xã: Tân Quang, Quang Hưng và Hoàng Hanh.
Trước khi sáp nhập, xã Tân Quang có diện tích 4,11 km², dân số là 3.831 người, mật độ dân số đạt 932 người/km². Xã Hoàng Hanh có diện tích 4,38 km², dân số là 3.935 người, mật độ dân số đạt 898 người/km². Xã Quang Hưng có diện tích 3,87 km², dân số là 2.590 người, mật độ dân số đạt 669 người/km².
Ngày 16 tháng 10 năm 2019, Ủy ban Thường vụ Quốc hội ban hành Nghị quyết số 788/NQ-UBTVQH14 về việc sắp xếp các đơn vị hành chính cấp huyện, cấp xã thuộc tỉnh Hải Dương (nghị quyết có hiệu lực từ ngày 1 tháng 12 năm 2019). Theo đó, sáp nhập toàn bộ diện tích và dân số của các xã Hoàng Hanh và Quang Hưng vào xã Tân Quang.